# Championnats d'Europe de Finn
Les championnats d'Europe de Finn sont une compétition internationale de sport nautique sous l'égide de la Fédération internationale de voile (ISAF). Le Finn est un dériveur utilisé dans les épreuves de voile aux Jeux olympiques depuis Helsinki 1952.
Les éditions se tiennent en Europe mais elles sont ouvertes à des participants du monde entier.

## Palmarès
Source : finnclass.org
| Année | Lieu              | Or                     | Argent                | Bronze                 |
| 1956  | Loosdrecht        | Jürgen Vogler          | Didier Poissant       | André Nelis            |
| 1957  | Naples            | André Nelis            | Adelchi Pelaschier    | Jürgen Vogler          |
| 1958  | Lisbonne          | Adelchi Pelaschier     | Karel Warburg         | Bernhard Reist         |
| 1959  | Saint-Moritz      | Jan de Jong            | Yves-Louis Pinaud     | Jürgen Vogler          |
| 1960  | Ostende           | Paul Elvstrøm          | Willy Kuhweide        | André Nelis            |
| 1961  | Warnemünde        | Willy Kuhweide         | Göran Andersson       | Walter Gärtner         |
| 1962  | Kiel              | Boris Jacobsson        | Francis Jammes        | Jan de Jong            |
| 1963  | Balaton           | Boris Jacobsson        | Bernhard Straubinger  | Bernt Andersson        |
| 1964  | Copenhague        | Willy Kuhweide         | Henning Wind          | Wim Maarse             |
| 1965  | Cascais           | Bernd Dehmel           | Valentin Mankin       | Willy Kuhweide         |
| 1966  | Attersee          | Hubert Raudaschl       | Jörg Bruder           | U. Köhler              |
| 1967  | Naples            | Arwed von Grünewaldt   | Willy Kuhweide        | Jürgen Mier            |
| 1968  | Medemblik         | Arne Åkerson           | Henning Wind          | Uwe Mares              |
| 1969  | Warnemünde        | Arne Åkerson           | Börje Säll            | Guy Liljegren          |
| 1970  | Dublin            | Thomas Lundqvist       | Guy Liljegren         | Jürgen Mier            |
| 1971  | Athènes           | Hans Binkhorst         | Magnus Olin           | György Fináczy         |
| 1972  | Medemblik         | Christian Schröder     | Thomas Lundqvist      | Magnus Olin            |
| 1973  | Władysławowo      | Christian Schröder     | Leonard Gustafsson    | Jürgen Wolff           |
| 1974  | Niendorf          | Guy Liljegren          | Jacques Busquet       | Ilías Chatzipavlís     |
| 1975  | Palamós           | Serge Maury            | David Howlett         | Adelchi Pelaschier     |
| 1976  | Port-Camargue     | Serge Maury            | Andrey Balashov       | Gus Miller             |
| 1977  | Istanbul          | Joaquín Blanco         | Minski Fabris         | Peter Vollebregt       |
| 1978  | Marstrand         | Sabena Fabris          | Joaquín Blanco        | Jochen Schümann        |
| 1979  | Malcesine         | John Joseph Bertrand   | Jochen Schümann       | Kent Carlsson          |
| 1980  | Helsinki          | Chris Law              | John Joseph Bertrand  | Andrey Balashov        |
| 1981  | Fáliro            | Lasse Hjortnæs         | Jørgen Lindhartsen    | Otto Pohlmann          |
| 1982  | Barcelone         | Lasse Hjortnæs         | Mark Neeleman         | Thomas Schmid          |
| 1983  | Neusiedl am See   | Jochen Schümann        | Frank Butzmann        | Lasse Hjortnæs         |
| 1984  | Władysławowo      | Michael McIntyre       | Peter Vilby           | Jacek Sobkowiak        |
| 1985  | Athènes           | Lasse Hjortnæs         | Jørgen Lindhartsen    | Peter Vilby            |
| 1986  | Hyères            | Oleg Khopersky         | Johan Hedberg         | Heiko Birke            |
| 1987  | Skovshoved        | Stuart Childerley      | Peter Vilby           | Otto Brandweg          |
| 1988  | Medemblik         | José Luis Doreste      | Eric Mergenthaler     | Hans Spitzauer         |
| 1989  | Helsinki          | Hans Spitzauer         | Othmar Müller         | Lauri Rekkardt         |
| 1990  | Hayling Island    | Stig Westergaard       | Hans Spitzauer        | Othmar Müller          |
| 1991  | Anzio             | Lawrence Lemieux       | José van der Ploeg    | Kiko Villalonga        |
| 1992  | Gdańsk            | Stuart Childerley      | Oleg Khopersky        | Dirk Löwe              |
| 1993  | L'Estartit        | Stig Westergaard       | José van der Ploeg    | Hans Spitzauer         |
| 1994  | Çeşme             | José van der Ploeg     | Luca Devoti           | Fredrik Lööf           |
| 1995  | Balatonfüred      | José van der Ploeg     | Fredrik Lööf          | Philippe Presti        |
| 1996  | L'Hospitalet      | José van der Ploeg     | Mateusz Kusznierewicz | Sébastien Godefroid    |
| 1997  | Split             | Luca Devoti            | Xavier Rohart         | Aimilios Papathanasiou |
| 1998  | Vilamoura         | Sébastien Godefroid    | Michal Maier          | Iain Percy             |
| 1999  | Ostende           | Iain Percy             | Mateusz Kusznierewicz | Richard Clarke         |
| 2000  | Palma de Majorque | Mateusz Kusznierewicz  | Karlo Kuret           | David Burrows          |
| 2001  | Malcesine         | Aimilios Papathanasiou | Andrew Simpson        | Xavier Rohart          |
| 2002  | Çeşme             | Ben Ainslie            | Luca Devoti           | Karlo Kuret            |
| 2003  | Göteborg          | Ben Ainslie            | Mateusz Kusznierewicz | Sébastien Godefroid    |
| 2004  | La Rochelle       | Mateusz Kusznierewicz  | Ben Ainslie           | Guillaume Florent      |
| 2005  | Kalmar            | Ben Ainslie            | Dan Slater            | Gašper Vinčec          |
| 2006  | Palamós           | Edward Wright          | Guillaume Florent     | Marin Mišura           |
| 2007  | Balatonföldvár    | Eduard Skornyakov      | Ivan Kljaković Gašpić | Aimilios Papathanasiou |
| 2008  | Scarlino          | Ben Ainslie            | Ivan Kljaković Gašpić | Guillaume Florent      |
| 2009  | Varna             | Ivan Kljaković Gašpić  | Tapio Nirkko          | Edward Wright          |
| 2010  | Split             | Ivan Kljaković Gašpić  | Edward Wright         | Daniel Birgmark        |
| 2011  | Helsinki          | Giles Scott            | Ivan Kljaković Gašpić | Andrew Mills           |
| 2012  | Scarlino          | Ioánnis Mitákis        | Vasilij Žbogar        | Ivan Kljaković Gašpić  |
| 2013  | Warnemünde        | Vasilij Žbogar         | Edward Wright         | Andrew Murdoch         |
| 2014  | La Rochelle       | Giles Scott            | Vasilij Žbogar        | Edward Wright          |
| 2015  | Split             | Ivan Kljaković Gašpić  | Josh Junior           | Vasilij Žbogar         |
| 2016  | Barcelone         | Pieter-Jan Postma      | Zsombor Berecz        | Milan Vujasinovic      |
| 2017  | Marseille         | Jonathan Lobert        | Edward Wright         | Ben Cornish            |
| 2018  | Cadix             | Edward Wright          | Nicholas Heiner       | Max Salminen           |
| 2019  | Athènes           | Giles Scott            | Andy Maloney          | Zsombor Berecz         |
| 2020  | Gdynia            | Zsombor Berecz         | Giles Scott           | Joan Cardona           |
| 2021, |                   |                        |                       |                        |